# Абдуллах-Бег
Абдуллах-Бег (груз. აბდულა-ბეგი), при рождении — Арчил (груз. არჩილი; 1713—1762) — грузинский царевич (батонишвили), иранский наместник Картли (1736—1737) и претендент на царский престол Картли в 1740-х годах.

## Биография
Абдуллах-Бег (Арчил) был старшим сыном Али-Кули-хана (1680—1727), мусульманского царя Картли (1714—1716, 1724—1727) от первого брака с Мариам, урождённой княжной Орбелиани.
Абдуллах-Бег, принявший ислам, был назначен иранским шахом Надиром наибом (наместником) царства Картли в 1736—1737 годах. В 1744 году царь Кахетии Теймураз II был назначен Надир-шахом царём Картли, а его сын и наследник, Ираклий II, был утверждён в качестве царя Кахети. Теймураз II передал во владение Абдуллах-Бегу районы Сомхити и Сабаратиано (Квемо-Картли) с резиденцией в Самшвилде. В 1747 году Теймураз II отправился в Иран, оставив своего сына Ираклия II своим наместником в Картли, а Абдуллах-Бег был назначен его заместителем. Воспользовавшись отсутствием Теймураза, Абдуллах-Бег предпринял попытку захватить власть, собрал дагестанских наёмников и при поддержке иранского гарнизона занял Тифлис, столицу Картли. В следующем году Абдуллах-Бег был окончательно разгромлен, а Тифлис был взят войсками Ираклия. После этого Абдуллах-Бег исчезает из истории.

## Семья
Абдуллах-Бег был женат с ок. 1742 года на царевне Кетеван-Бегум (ум. 1752), дочери царя Кахетии Ираклия I. У них было пятеро сыновей и одна дочь:
- Князь Агас (умер в 1765), женат на Мариам, дочь князя Кайхосоро Орбелиани.
- Князь Давид (умер в 1767). Он принимал участие в заговоре князя Пааты против Ираклия II, который казнил его. Он был женат на Тинатин, дочери дворянина Элизбара Тактакишвили
- Князь Иессе (умер 30 ноября 1812), митрополит Тбилисский под именем Арсен (1795—1810).
- Князь Ростом-Мирза (ок. 1736—1755)
- Князь Асан-Мирза (род. ок. 1736)
- Княжна Мариам-Бегум, 1-й муж с 1753 года Азад-хан (ум. 1781), афганский правитель Азербайджана, 2-й муж — князь Реваз Андроникашвили.